# Galina Wiktorowna Timtschenko

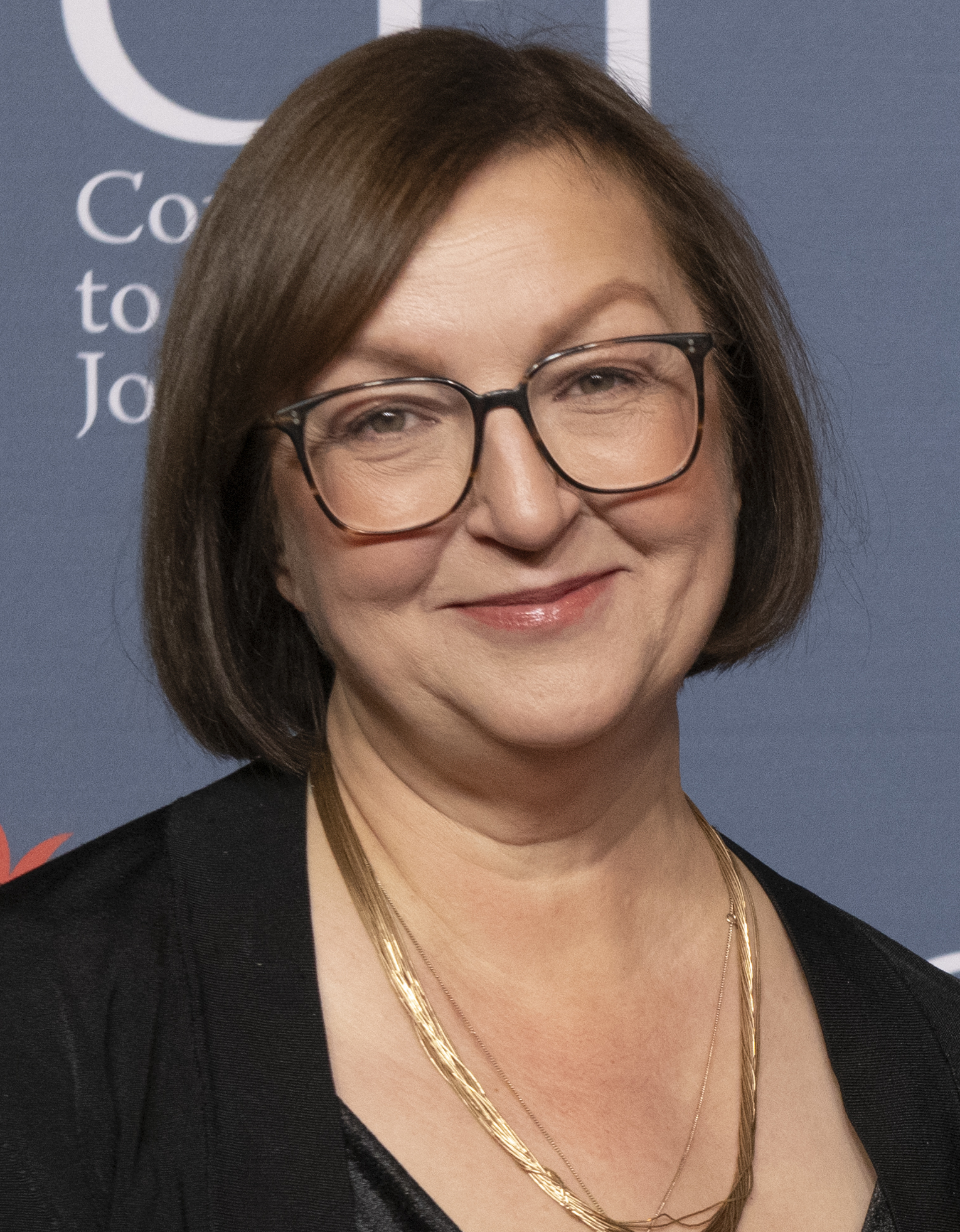
Galina Timtschenko (2022)

Galina Wiktorowna Timtschenko (russisch Галина Викторовна Тимченко; * 8. Mai 1962 in Moskau) war für zehn Jahre bis März 2014 Chefredakteurin von Lenta.ru, einer der einflussreichsten Internet-Zeitungen Russlands. Dort wurde sie wegen der Ukraine-Berichterstattung im Zusammenhang mit der Krise in der Ukraine 2014 entlassen. Seit Oktober 2014 betreibt sie in Lettland ihr eigenes Internetportal Meduza.

## Leben
Timtschenko studierte in Rjasan Medizin, ab 1997 war sie für zwei Jahre Redakteurin bei der 1989 gegründeten Tageszeitung Kommersant. Anschließend wechselte sie zur neu gegründeten Internetzeitung Lenta.ru, deren Chefredakteurin sie ab 2004 war. Lenta stieg in dieser Zeit zu der am häufigsten zitierten, russischsprachigen Nachrichtenquelle auf. Nachfolger Timtschenkos ist  Alexei S. Goreslawski.
Im März 2014 veröffentlichte Lenta.ru ein Interview mit dem ukrainischen Nationalisten Andrei Tarasenko, dem Führer des Rechten Sektors. Darin fand sich auch ein Internet-Link auf eine möglicherweise gefälschte ältere Seite, auf der Dmytro Jarosch, ebenfalls einer der Wortführer des Rechten Sektors, angeblich den in Russland damals als Terroristen gesuchten Doku Umarow um Hilfe im Kampf gegen Russland gebeten hätte. Die russische Internet-Kontrollbehörde Roskomnadsor drohte daraufhin, Lenta.ru zu schließen, weil der Inhalt des Interviews „extremistisch“ sei.
Auf diesen Druck entließ Oligarch Alexander Mamut, der Eigner des Portals Lenta, Timtschenko unmittelbar. Gegen Jarosch wurde wegen seiner damaligen Äußerungen ein Haftbefehl erlassen.
Aus Solidarität verließen mit ihr fast alle der 83 Mitarbeiter die Redaktion, weil fälschlich verbreitet wurde, Timtschenko hätte den Posten freiwillig geräumt. Der Politologe Gleb Pawlowski meinte, die Entlassung Timtschenkos verschärfe den staatlichen Druck auf die Pressefreiheit, gab die Schuld aber auch den Journalisten selbst; eine Gewerkschaft, die sie vor der Regierung schützen könnte, gäbe es schließlich nicht.

## Audio
- Scheinwahl in Russland„Zahl und Methoden der Wahlfälschungen enorm gestiegen“, 24.57 Minuten Audio-Version,  Interview der Woche mit Sabine Adler, Deutschlandfunk 17. März 2024